# Cimetière d'Aixe-sur-Vienne
Le cimetière d'Aixe-sur-Vienne est un cimetière situé à Aixe-sur-Vienne, en France.

## Localisation
Le cimetière est situé dans le département français de la Haute-Vienne, sur la commune d'Aixe-sur-Vienne.

## Historique
La petite chapelle du cimetière, datant du XIIIe siècle, est inscrite au titre des monuments historiques le 6 février 1926.

## Personnalités enterrées
- Eugène Pinte (1902-1951), est un officier de l'armée française engagé dans la résistance dans le maquis du Limousin.
- Marcel Pinte (1938-1944), est le plus jeune résistant connu de l'Histoire de France. « Mort pour la France ».